# أندرينه هيغربيرغ
أندرينه ستولسمو هيغربيرغ (من مواليد 6 يونيو 1993) هي لاعبة كرة قدم نرويجية لعبت كلاعب خط وسط، مثلت تسعة أندية خلال مسيرتها الكروية وحققت إنجازات أهمها الفوز في النسخة الخامسة والثلاثون من مسابقة كأس النرويج للسيدات 2012 مع فريق ستابيك لكرة القدم للسيدات والتغلب على فريق روا للسبدات في نهائي كأس النرويج للسيدات، في مباراة شهدت تألق أختها آدا هيغربيرغ بإحرازها هاترك في آخر موسمهما في دوري توبسيرين مع نادي قبل أن تُتاح لهما فرص اللعب في الخارج.

## مسيرتها الكروية
نشأت هيغربيرغ في بلدية سوندال ولعبت في نادي سوندال لكرة القدم مع شقيقتها الصغرى آدا هيغربيرغ. في عام 2007، انتقلت عائلتهما إلى كولبوتن، حيث انضمتا إلى صفوف الناشئين في نادي كولبوتن لكرة القدم. قبل موسم 2009، تمت ترقية هيغربيرغ البالغة من العمر 16 عامًا إلى تشكيلة الفريق الأول ووقعت عقدًا احترافيًا مع كولبوتن، بعد ذلك ظهرت لأول مرة في البطولة في 27 سبتمبر 2009 خلال المباراة التي انتهتى بفوز الفريق بنتيجة 2-1 على نادي فلويا، اعتبرت مع أختها آدا هيغربيرغ في وقت مبكر من بين أكثر لاعبات كرة القدم موهبة في النرويج، فازت أندرين بجائزة "موهبة الشهر" من ستات أويل في يوليو 2011، بعد ثلاث سنوات مع كولبوتن، حيث فازت بالميدالية البرونزية في 2010 و2011، وقعت مع أختها إدا عقدًا مع نادي ستابيك لكرة القدم للسيدات قبل موسم 2012. مع ستابيك، فاز هيغربيرغ مع الفريق المركز الثاني في دوري توبسيرين عام 2012، وفازت في بطولة كأس النرويج للسيدات.
في يناير 2013، انتقلت هيجربيرج مع أختها إلى نادي توربينه بوتسدام، حيث ظهرت لأول مرة في نصف نهائي كأس ألمانيا للسيدات 2012–13 ضد نادي بايرن ميونخ للسيدات في 3 مارس 2013. ظهرت لأول مرة في الدوري الألماني للسيدات في 24 مارس 2013 بفوزها على نادي باد نوينار بنتيجة 3–0. شاركت هيغربيرغ في أربع مباريات مع بوتسدام، حيث احتل الفريق المركز الثاني خلف فولفسبورغ في كل من الدوري الألماني للسيدات 2012–13 و كأس ألمانيا للسيدات 2012–13.
خلال صيف عام 2013، وقع هيجيربيرج مع الجانب السويدي كوباربيرغس/نادي جوتنبرج لكرة القدم في الدوري السويدي لكرة القدم للسيدات. أعلنت عن انتقالها عبر حسابها الرسمي على فيسبوك، مؤكدةً أنها لم تعد مستعدة للعب تحت قيادة المدرب المخضرم بيرند شرودر. أصدر لاعبو توربين رسالة مفتوحة ردًا على ذلك، أعربوا فيها عن خيبة أملهم من طريقة رحيل هيغربيرغ. شاركت لأول مرة مع جوتنبرج خلال هزيمة الفريق 0-5 أمام نادي مالمو لكرة القدم في 18 أغسطس.
وقعت لنادي دوري كرة القدم للسيدات نادي برمنغهام سيتي لكرة القدم في 15 يونيو 2016 لعب معه مدة موسمين حتى عام 2018. أُعلن في يناير 2018 عن انضمام هيغربيرغ إلى باريس سان جيرمان في دوري الدرجة الأولى النسائي قادمةً من برمنغهام سيتي. وبقيت مع باريس سان جيرمان حتى عام 2019. في مايو 2019، أُعلن أن هيجربيرج وافقت بشكل متبادل على مغادرة باريس سان جيرمان في نهاية عقدها وبدأت بالفعل في التفاوض مع فرق أخرى. في يوليو 2019، انضمت هيغربيرغ إلى نادي روما الإيطالي لكرة القدم للسيدات. وذكرت أن شغفها بألوان نادي روما ورمزه فرانشيسكو توتي كانا الدافع وراء انضمامها إلى النادي. شاركت هيجربيرج لأول مرة مع روما في 15 سبتمبر 2019 في المباراة التي انتهت بخسارة الفريق 3-0 أمام نادي ميلان. ثم سجلت هدفها الأول للنادي بعد أسبوع واحد فقط، في المباراة التي انتهت بفوز الفريق بنتيجة 2-0 على نادي فيورنتينا للسيدات.
سجلت هيغربيرغ أربعة أهداف في الدوري من خط الوسط لصالح روما في موسم 2019-20، بالإضافة إلى تسجيلها في كأس إيطاليا ضد بينك باري. على الرغم من بدايتها الرائعة في روما، إلا أن العام التالي شهد انتهاء موسم هيجربيرج الثاني في روما بشكل مبكر حيث تعرضت لإصابة خطيرة في الركبة خلال جلسة تدريبية في يناير 2021. ومع ذلك، حصلت هيجربيرج على ميدالية كأس إيطاليا في مايو 2021 بعد أن هزم ناديها ميلان بركلات الترجيح في النهائي.

## مسيرتها الدولية
مثلت هيغربيرغ النرويج في مختلف فئات الناشئين في الاتحاد النرويجي لكرة القدم. في عام 2009، كانت جزءًا من الفريق النرويجي الذي احتل المركز الرابع خلال نهائيات بطولة أوروبا تحت 17 عامًا في نيون. بعد عامين، وصل الفريق إلى المباراة النهائية بطولة أوروبا للسيدات تحت 19 عامًا 2011 في إيطاليا، حيث هُزم منتخب النرويجي بنتيجة 1-8 أمام منتخب ألمانيا لكرة القدم للسيدات تحت 20 عامًا. كانت هيجربيرج أيضًا جزءًا من الفريق النرويجي في كأس العالم للسيدات تحت 20 عامًا 2012، حيث سجلت هي وشقيقتها هدفًا واحدًا لكل منهما عندما تجاوز منتخب كندا بنتيجة 2-1 وتقدم الفريق النرويجي إلى ربع النهائي. في 17 يناير 2012، ظهرت هيجربيرج لأول مرة مع المنتخب الوطني الأول خلال مباراة ودية ضد السويد. سجلت هدفها الدولي الأول في 15 سبتمبر 2016 مرة أخرى كازاخستان.

## الإنجازات
ستابيك
- كأس النرويج للسيدات: 2012
- دوري توبسيرين: 2012 (المركز الثاني)

توربين بوتسدام
- الدوري الألماني للسيدات: 2012-13 (المركز الثاني)
- كأس ألمانيا للسيدات: 2012-13 (المركز الثاني)

روما
- كأس إيطاليا للسيدات: 2020-21

منتخب النرويج تحت 19 عامًا
- بطولة أوروبا للسيدات تحت 19 عامًا: 2011 (المركز الثاني)